# Ковчег Завета

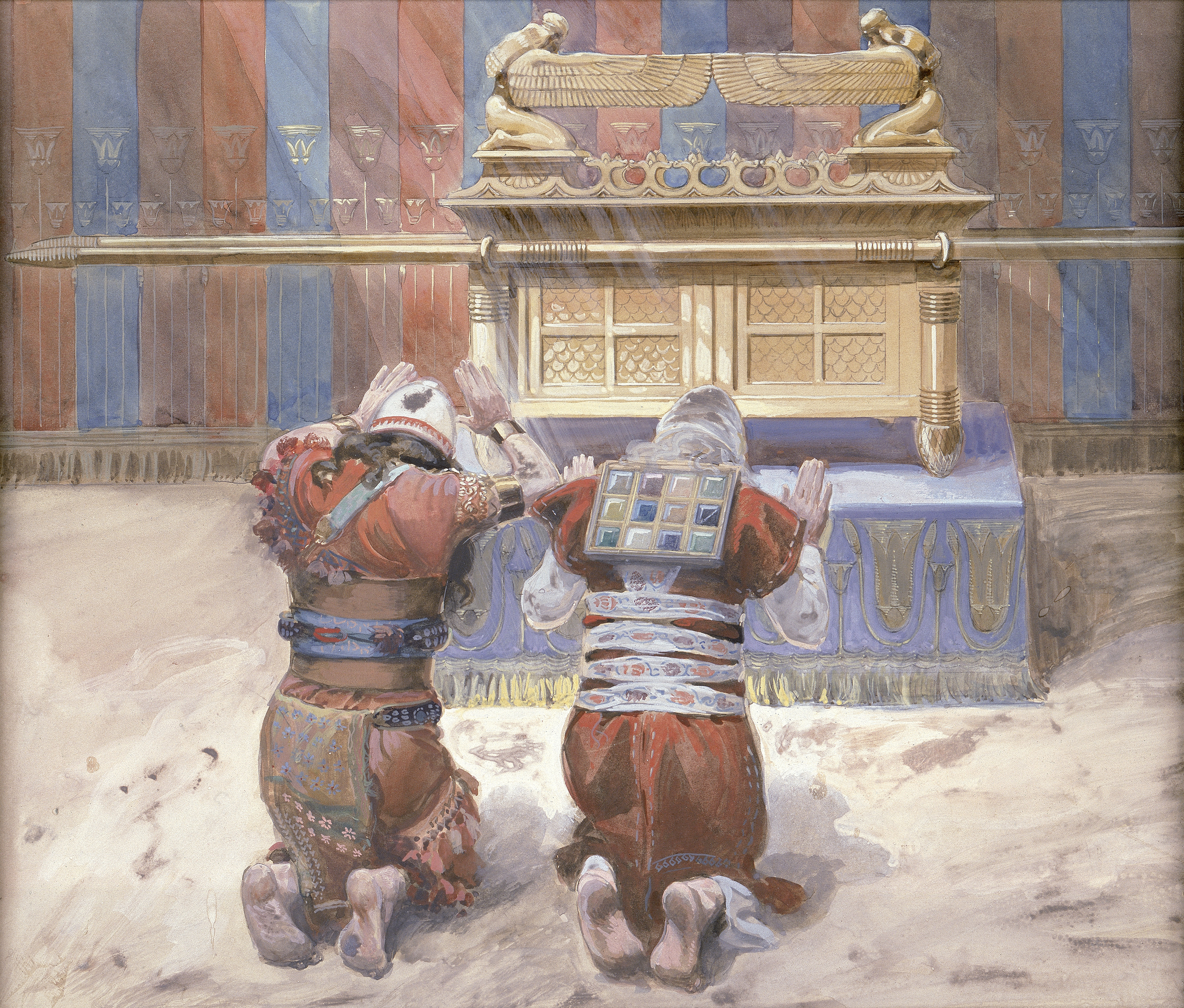
Джеймс Тиссо. Моисей и Иисус Навин склоняются перед Ковчегом

Ковче́г Заве́та (ивр. אֲרוֹן הַבְּרִית‎, арон ха-брит, также ковчег Откровения или ковчег Свидетельства, אֲרוֹן הַעֵדֻת‬, арон ха-эдут; обозначается в Библии также рядом других имён) — описанный в Ветхом Завете священный объект. Представлял собой ковчег (переносной ящик), в котором хранились каменные скрижали Завета с десятью заповедями (а согласно новозаветному Посланию к Евреям, также сосуд с манной и жезл Аарона). Согласно Краткой еврейской энциклопедии, самый священный объект из находившихся вначале в Скинии собрания, а затем в Святая святых Иерусалимского храма. Ковчег, согласно Торе, являлся символом союза Бога с народом Израиля и служил свидетельством присутствия Бога в его среде.
Согласно библейским текстам, сооружён по приказу Всевышнего Веселеилом или Моисеем. Переносился впереди пересекавшего пустыню народа Израиля, играл роль во взятии Иерихона и дальнейших войнах израильтян. Доставлен царём Давидом в Иерусалим и помещён его сыном Соломоном в Святая святых Иерусалимского храма. Исчез бесследно при захвате Иерусалима вавилонянами или ранее. С ковчегом Завета связан ряд легенд, излагаемых в раввинистической и мусульманской богословской литературе; в работах христианских богословов ковчег Завета чаще всего выступает как символ. Позднейшие исследователи расходятся во мнениях о ритуальной роли ковчега Завета и его судьбе.

## Название
Название «Ковчег Завета» (אֲרוֹן הַבְּרִית‎) — одно из наиболее частых названий объекта в Ветхом Завете. Так его называют 42 раза, преимущественно в девтерономических источниках — Второзаконии, Книге Иисуса Навина, Книге Судей, Книге Самуила, Третьей книге Царств, Паралипоменоне, а также в Книге Иеремии. Встречаются расширенные формы именования — «ковчег Завета Яхве» (в частности, в Книге Чисел; в Синодальном переводе «ковчег Завета Господня»), «ковчег Завета Яхве, Бога вашего», «ковчег Завета Яхве сонмищ (Саваофа), восседающего на херувимах», «ковчег Завета Божия», «ковчег Завета Господа всей земли».
44 раза в библейских источниках встречается название «Ковчег Бога» (или «Ковчег Божий», ארון האלוהים‎). Использование этого названия ограничено только историческими книгами Библии — Книгой Самуила и Паралипоменоном. Возможные варианты этого названия — «ковчег Бога Израилева» и «ковчег Бога нашего». Как взаимозаменяемое с этим Православная энциклопедия расценивает название «Ковчег Яхве» (без слова «Завета»), появляющееся в библейских книгах 38 раз — в Книге Самуила, Паралипоменоне, а также Книге Иисуса Навина. Варианты последнего названия — «ковчег Яхве, Господа всей земли», «ковчег Яхве, Бога вашего», «ковчег Господа Яхве», «ковчег Яхве, Бога Израиля» (в Синодальном переводе имя Яхве традиционно заменяется титулами «Го́спода» или «Владыки»).
12 раз в Ветхом Завете используется формулировка «ковчег Свидетельства» (אֲרוֹן הַעֵדֻת‬). За исключением единственного появления в Книге Иисуса Навина, она встречается только в книгах, которые документарная литература относит к так называемому «жреческому источнику», — Книге Исход и Книге Чисел. Многие библеисты считают понятие «Свидетельство» обозначающим Скрижали Завета, и таким образом название «ковчег Свидетельства» полностью тождественно названию «ковчег Завета». Дважды — в Паралипоменоне и Псалтири — святыня названа в библейских источниках «Ковчег силы Твоей» (или «ковчег могущества Бога»), что может указывать на использование ковчега в качестве военного палладиума. Единственный раз, в Паралипоменоне, встречается обозначение «Священный ковчег» (אֲרוֹן הַקֹּדֶשׁ‎). Наконец, часто его называют просто «ковчегом» или «ларём» (согласно Православной энциклопедии, этот вариант встречается в Ветхом Завете 56 раз).

## Описание в библейских источниках

### Ковчег
Согласно Книге Исход, ковчег Завета, как и ряд других священных предметов (скиния и её утварь, одеяния священнослужителей), был изготовлен в точном соответствии с указаниями, полученными Моисеем от Бога. Эти инструкции в Библии переданы следующим образом:

Сделайте ковчег из дерева ситтим: длина ему два локтя с половиною, и ширина ему полтора локтя, и высота ему полтора локтя; и обложи его чистым золотом, изнутри и снаружи покрой его; и сделай наверху вокруг его золотой венец [витый]; и вылей для него четыре кольца золотых и утверди на четырёх нижних углах его: два кольца на одной стороне его, два кольца на другой стороне его.
— Исх. 25:10—12
«Дерево ситтим», фигурирующее в русском переводе Ветхого завета, — это какой-то из видов акации (שיטים‎). Линейные размеры ковчега, согласно описанию, составляли 2,5 локтя в длину и по 1,5 локтя в ширину и высоту. Поскольку пересчёт размеров в локтях в современные единицы измерения неточен, длина ковчега в Православной энциклопедии оценивается в 110—125 см, а ширина и высота в 65—75 см; в Краткой еврейской энциклопедии приводятся верхние значения этих диапазонов.
Позднейшие библеисты высказывают сомнения в том, что ковчег был действительно полностью покрыт золотом. Среди приводимых аргументов — зафиксированное в источниках использование в качестве военного палладиума, для чего вряд ли мог использоваться полностью золотой ларец. Согласно версии, излагаемой в двух талмудических источниках (Йома 72б; Иерусалимский Талмуд, Шкалим VI, 49d), были изготовлены три ларца, вкладывавшихся один в другой. Внешний и внутренний, габаритами соответственно чуть более 10 локтей и 8 локтей, были золотыми, а промежуточный, габаритами 9 локтей — деревянным. По другой версии, представленной в трактате Шкалим VI, 49c, был изготовлен только один деревянный ящик, который затем был покрыт снаружи и изнутри тонким слоем золота.
В некоторых версиях (включая русский синодальный перевод, Исх. 25:26) оригинальный текст אַרְבַּע פַּעֲמֹתָיו‎ переводится как «четыре ножки». Эти ножки разные авторы представляют как выступающие подставки, как подобие ножек комода или как скульптурное изображение лап животного. На основе параллели с египетскими артефактами археолог Р. Эйхлер соглашается с представлением о ковчеге как имеющем ножки, а также делает вывод, что кольца для переноски располагались не вблизи верхней кромки ящика, как на многих художественных реконструкциях ковчега, а под его днищем.

### Шесты Ковчега
Книга Исход содержит подробные указания касательно шестов, с помощью которых следовало переносить ковчег:

Сделай из дерева ситтим шесты и обложи их [чистым] золотом; и вложи шесты в кольца, по сторонам ковчега, чтобы посредством их носить ковчег; в кольцах ковчега должны быть шесты и не должны отниматься от него.
— Исх. 25:13—15
Шесты должны были быть изготовлены из того же дерева, что и сам ларец, и, как и он, покрыты золотом. С помощью этих шестов ковчег могли перемещать с места на место два или четыре носильщика. В Книге Чисел (4:6) упоминается, что шесты установили на предназначенное место после того, как ковчег был покрыт синим покрывалом перед переноской. Основное описание, однако, подчёркивает, что шесты фактически представляли собой неотъемлемую часть конструкции ковчега и не должны были храниться отдельно от него. Даже после того, как ковчег перестал быть собственно переносным святилищем и утвердился в Святая святых Храма, шесты, согласно 3-й книге Царств, оставались на своих местах. Египетские аналоги дают Р. Эйхлеру основание предположить, что шестов для переноски было не два, а четыре, и каждый был продет в отдельное кольцо, что позволяло задвинуть их под ковчег, когда его опускали на землю. Это даёт также возможность объяснить видимые противоречия между библейскими отрывками, упоминающими шесты.

### Крышка и херувимы
Отдельно в Книге Исход описывается крышка ковчега, именуемая в оригинале «каппорет» (ивр. כפורת‎, буквально — «очистилище», в греческом переводе ἵλαστήριον).

Сделай также крышку из чистого золота: длина ее два локтя с половиною, а ширина ее полтора локтя; и сделай из золота двух херувимов: чеканной работы сделай их на обоих концах крышки; сделай одного херувима с одного края, а другого херувима с другого края; выдавшимися из крышки сделайте херувимов на обоих краях ее; и будут херувимы с распростертыми вверх крыльями, покрывая крыльями своими крышку, а лицами своими будут друг к другу: к крышке будут лица херувимов.
— Исх. 25:17—20
В библейском тексте указаны только длина и ширина крышки, совпадающие с аналогичными параметрами собственно ковчега. В Библии толщина крышки не указывается; трактат Сукка 5a пишет о толщине в 1 тефах («ладонь», 4 пальца). Однако уже Еврейская энциклопедия Брокгауза и Ефрона называет эту величину завышенной, поскольку золота для крышки такой толщины понадобилось бы больше, чем было определено для всех священных сосудов скинии (согласно Исх. 38:24, 29 кикаров (талантов) и 730 сиклей). Вместо этого энциклопедия предлагает оценивать толщину крышки в полпальца. Раввин Дж. Дерби (получивший степень магистра математики в Гарвардском университете), исходя из требований прочности конструкции, оценил минимальную толщину золотого листа, образующего крышку ковчега, в 1/16 дюйма (примерно 1,6 мм), а массу в 52,73 фунта (24 кг). Минимальная масса тел и крыльев фигур херувимов оценивается им ещё в 39,52 фунта (18 кг), а суммарная масса крышки — в 92,25 фунта (42 кг). Пересмотренная оценка массы крышки с херувимами, предложенная физико-химиком и раввином Э. Шацем и опирающаяся на допущение о более лёгких примесях в золоте библейских времён, составляет 81,2 фунта (36,9 кг).
Значение крышки для ковчега является предметом дискуссий. Текстологи предполагают, что части Книги Исход, связанные с ковчегом, записаны в нововавилонский период или в дни, когда Палестина входила в состав государства Ахеменидов, то есть после того, как он предположительно исчез из Иерусалимского храма. В частности, крышка ковчега упоминается только в частях Ветхого завета, которые документарная гипотеза относит к жреческому кодексу, — главах 25 и 37 Книги Исход и 1-й книге Паралипоменон. Это позволяет части исследователей утверждать, что золотая плита не была частью собственно ковчега. В частности, библеист Ролан де Во высказывал предположение, что она заменяла утраченный ковчег в обрядах богослужения во Втором храме.
Библейские тексты неоднозначны также в том, что касается украшавших крышку херувимов. С одной стороны, описание в Книге Исход говорит о них как о части крышки. Согласно этому описанию, херувимы были повёрнуты лицами друг к другу, а их крылья были простёрты вверх, покрывая и защищая ковчег и его содержимое. В то же время при описании Иерусалимского храма (3Цар. 6:23—26) говорится, что херувимы в Святая святых ростом достигали 10 локтей (немногим меньше 5 метров), а лицом были повёрнуты к внешнему святилищу, а не друг к другу. На этих разночтениях основана традиция, согласно которой к моменту завершения строительства храма херувимы не были частью крышки ковчега.

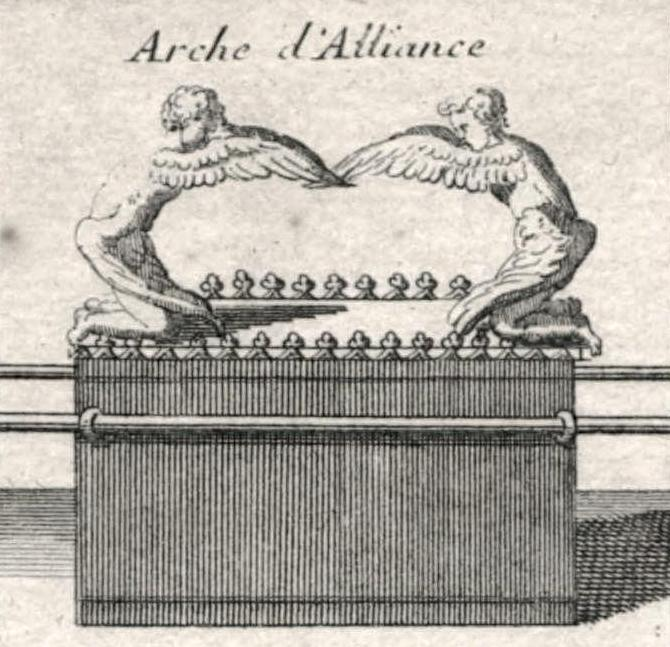
Жан-Батист Льебо. Ковчег Завета. Часть гравюры «Карта путешествия израильтян», XVII век

В тексте Книги Исход отсутствует подробное описание херувимов — говорится лишь, что они обладают крыльями и лицами. Иосиф Флавий утверждал определённо, что херувимы не походили ни на одно известное летающее существо (Иудейские древности, III, 134) и что их невозможно ни описать словами, ни даже представить (там же, VIII, 71). Разные еврейские законоучители высказывали различные предположения по поводу внешнего вида херувимов. Так, амора Аббагу из Кесарии, первым предпринявший попытку их описать, считал, что они выглядели, как крылатые дети. Аналогичным обликом в эллинистической культуре обладают купидоны, и, возможно, смешение образов стало причиной, по которой в ряде талмудических источников херувимам приписываются эротические функции. Антропоморфный (хотя не обязательно детский) облик приписывали херувимам и более поздние труды, в том числе средневековый Большой мидраш. Популярно среди толкователей Библии и мнение, что херувимы выглядели, как быки (в том числе по аналогии с ассирийским словом kâribu, которым обозначали в клинописных текстах крылатых быков, украшавших храмы). Согласно другой распространённой среди еврейских богословов точке зрения, в облике херувимов были совмещены черты нескольких разных существ (среди вариантов — птицы с человеческими головами, крылатые сфинксы, грифоны). В то же время приводится ряд аргументов, согласно которым по описанию херувимы должны быть двуногими существами и не могут быть сфинксами или грифонами.
Разнятся мнения и по поводу того, в каких позах были запечатлены херувимы. Онкелос (в частности, в трактате Бава Батра 99а) полагал, что «головы херувимов были обращены назад, как головы учеников, уходящих от своего учителя». Это, по его мнению, объясняет стих из Книги Исход (Исх. 25:20), говорящий одновременно, что лица херувимов были направлены к крышке ковчега Завета, а взгляды — друг к другу. С другой стороны, Иерусалимский Таргум не повторяет описание, согласно которому лица херувимов были обращены вниз, к крышке ковчега.

### Содержимое
Из текста Книги Исход следует, что в ковчег были помещены скрижали Завета. Среди богословов, однако, нет единства в вопросе о том, составляли ли они его единственное содержимое. В 3-й книге Царств (3Цар. 8:9) подчёркивается, что кроме двух каменных скрижалей в ковчеге ничего не было. В ряде стихов Книги Исход говорится, что в ковчеге хранилось некое «откровение» (Синодальный перевод) или «свидетельство» (ивр. הַעֵדֻת‎; Encyclopaedia Judaica указывает, что в библейском иврите это слово аналогично аккадскому adê и арамейскому dy — «союз, договор»). Для большинства авторов это «откровение» синонимично скрижалям Завета, однако религиовед Отмар Киль высказывает мнение, что это мог быть и какой-то другой объект — например, свиток. Сам акцент на том, что в ковчеге ничего не было, кроме скрижалей, по мнению исследователей, придаёт тексту 3-й книги Царств полемический характер и может указывать на то, что ко времени его написания представление о ковчеге как о вместилище скрижалей ещё не сформировалось окончательно.
Поскольку в Книге Исход (34:1—4) говорится, что первые скрижали Завета Моисей разбил в гневе, среди иудейских толкователей священных текстов существуют разногласия по поводу того, хранились ли первые, разбитые, скрижали в том же ковчеге, что и вторые (эта точка зрения представлена в трактате Шкалим VI, 49c), либо же их переносили в отдельном хранилище (Бава Батра 14б, Брахот 8б). Во втором случае предполагается, что ковчег с новыми скрижалями по достижении Земли обетованной постоянно находился на одном месте, второй же продолжал представлять собой переносное святилище, сопровождая, в частности, еврейское войско на битву.
Отдельная трактовка, представленная в новозаветном Послании к Евреям (9:4), рассматривает ковчег как реликварий. Согласно тексту послания, в нём, помимо скрижалей, хранились золотой сосуд с манной и давший побеги жезл Аарона. Эта трактовка вступает в прямое противоречие с текстом 3-й книги Царств. Предполагается, что она восходит к эллиптической форме фраз в текстах Пятикнижия. В главе 16 Книги Исход и главе 17 Книги Чисел упоминается, что манна и жезл были положены «пред свидетельством» (לפני העדות‎). В Синодальном переводе это передано как «пред ковчегом свидетельства» и «пред [ковчегом] откровения» и отражает более распространённую точку зрения, согласно которой эти реликвии были помещены перед ковчегом с откровением, а не внутри него. Однако оригинальный текст допускает и другое прочтение, которого, по-видимому, придерживался автор Послания к Евреям и которое предполагает, что эти предметы были положены в сам ковчег. Талмудист рабби Иоханан, передавая мнение Шимона бар Иохая, утверждал, основываясь на многократном повторении слова шем (שם‎ — «имя»), что в ковчеге хранилось четырёхбуквенное имя Бога и все остальные его именования.
Библеисты, ставящие под сомнение историчность Ветхого завета, высказывают предположения, что в ковчеге могли храниться другие предметы. В рамках информации о поклонении семитских народов священным камням, которые рассматривались как жилище божеств (так, почитание Каабы у арабов восходит к доисламской эпохе), выдвигается гипотеза, что ковчег мог содержать один или два таких камня. По этой гипотезе, в дальнейшем под влиянием девтерономической традиции эти камни и были отождествлены со скрижалями Завета. В рамках этой гипотезы трактовались и те части ветхозаветного текста (в частности, Чис. 10:35, 36 и 1Цар. 4:7, 8), в которых передвижение ковчега в пространстве приравнивалось к передвижению самого Бога.
Библеисты, полагающие, что иконоборчество в иудаизме сложилось лишь после религиозных реформ Иосии, допускают, что в ковчеге могли переносить культовую статую Яхве — антропо- или зооморфную (например, в виде тельца). Это также может объяснять отношение к перемещению ковчега как к перемещению собственно Бога. Некоторые исследователи проводят параллель между ковчегом Завета и ларями (в нижней части обычно имевших форму ладьи), на которых египетские жрецы выносили во время праздников статуи богов из храмов. Согласно этой точке зрения, образ херувимов с распростёртыми крыльями также имеет египетское происхождение (хотя само слово, обозначающее их, сохранилось только в аккадских источниках). Согласно религиоведу Карелу ван дер Торну, переосмысление роли ковчега как вместилища скрижалей было следствием формирования культа божественной Книги, в которой записанный текст стал восприниматься как образ Бога.
Ещё одна гипотеза отождествляет ковчег Завета с саркофагом, содержавшим кости Иосифа, которые израильтяне перенесли в Землю Обетованную и захоронили в Сихеме. Эта трактовка основана на том, что в семитских языках слово «арон» обозначает как сундук или ларец, так и гроб или саркофаг. Впрочем, поскольку непосредственно в библейских текстах останки Иосифа ни разу не связываются с ковчегом Завета, эта гипотеза популярностью не пользуется.

## История согласно религиозным источникам

### Создание и годы в пустыне

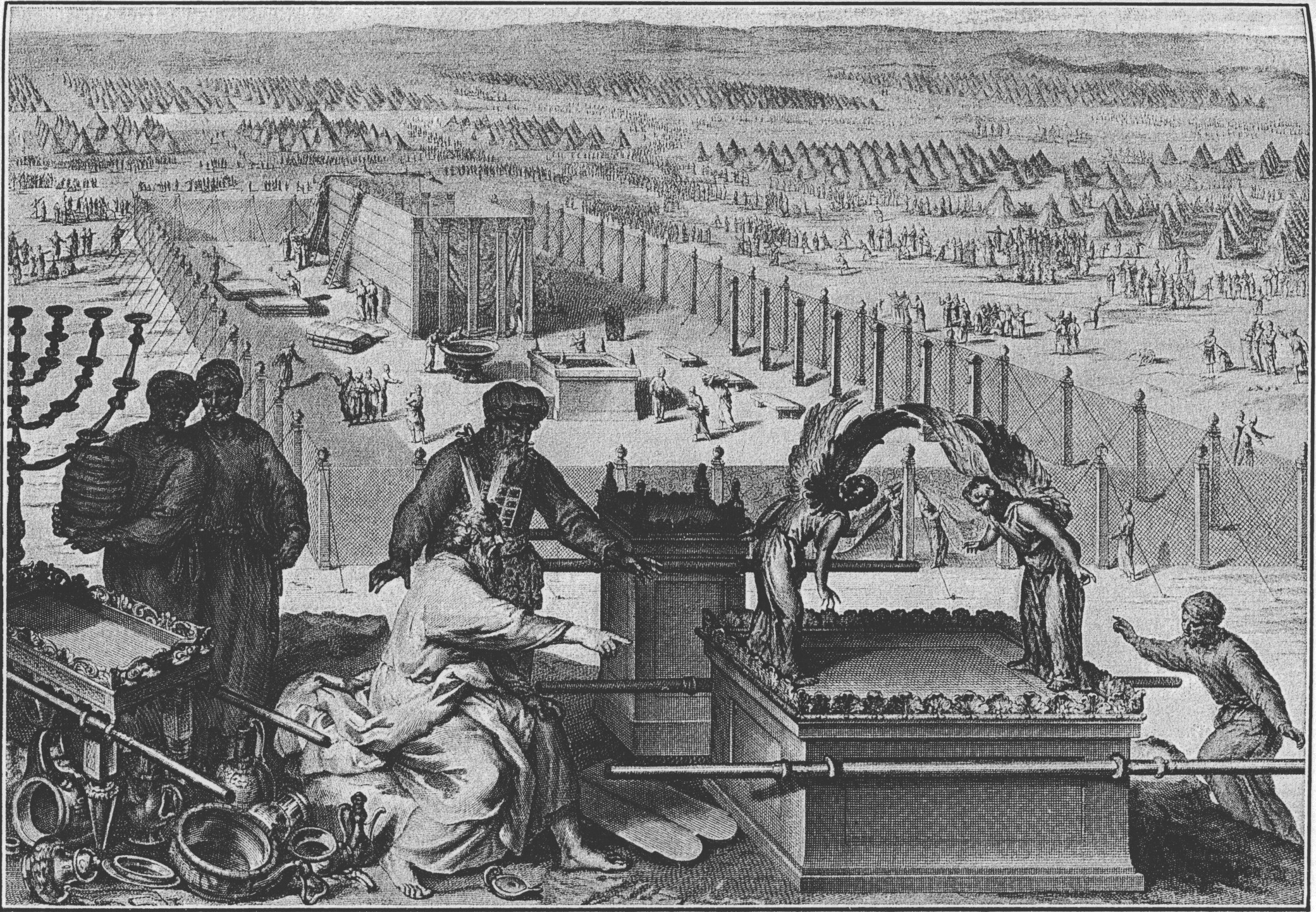
Герард Хут. Создание ковчега Завета и священных сосудов. Гравюра из книги Figures de la Bible, 1728 год

В священных текстах приводятся две версии относительно того, кто именно занимался непосредственным изготовлением ковчега. Книга Исход (31:2—11) сообщает, что создание священных предметов, включая ковчег Завета, было поручено мастеру Веселеилу (Бецалелю), сыну Урии из колена Иудина (при этом к работе над реликвиями были привлечены все «мудрые сердцем»). С другой стороны, во Второзаконии (5:1—3) в уста Моисея вложено утверждение о том, что ковчег он изготовил сам. Согласно двум из книг Пятикнижия, Всевышний пообещал Моисею, что будет являться ему «в облаке» над крышкой ковчега (Лев. 16:2), между двумя херувимами, и говорить о том, что заповедует через него сынам Израилевым (Исх. 25:22).
После того как Завет (см. Содержимое) был помещён в ковчег, его переноска была возложена на род Каафа (Кегата) из колена Левия. При этом, согласно Книге Чисел (4:2—15) им было воспрещено касаться священных реликвий, пока Аарон не покроет их специально для этого предназначенным покрывалом. Во время странствий по пустыне ковчег несли впереди сынов Израилевых, «чтоб усмотреть им место, где остановиться». Перед началом движения Моисей провозглашал: «Восстань, Господь, и рассеются враги Твои, и побегут ненавистники Твои от лика Твоего», а когда странники останавливались, чтобы разбить лагерь, — «Вернись, Господь, к десяткам тысяч тысячей Израилевых». Между несущими ковчег и остальной массой народа поддерживалось расстояние в 2000 локтей — согласно мидрашу «Сифрей» к Книге Чисел, чтобы при наступлении субботы люди должны были пройти это расстояние для вознесения молитв. Согласно Библии, во время движения народ Израиля сопровождало облако с Божественным присутствием. С движением ковчега связано описание одного из ветхозаветных чудес: когда его носильщики, шедшие впереди колонны, вступили в воды реки Иордан, те встали стеной вокруг них, и народ перешёл реку по обнажившемуся дну. Течение восстановилось после того, как носильщики с ковчегом вышли на противоположный берег.

### Эпоха судей

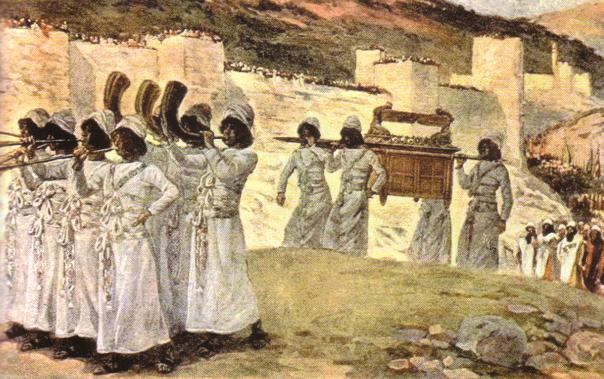
Джеймс Тиссо. Семь труб Иерихона

С началом завоевания Ханаана ковчег Завета, вероятно, находился в стане израильтян в Галгале напротив Иерихона. Он занимает заметное место в описании взятия Иерихона израилитами. Согласно Книге Иисуса Навина, священники, несущие ковчег, семь раз в течение семи дней обошли с ним крепостные стены по периметру. После этого священники вострубили в трубы, следующий за ним вооружённый народ издал боевой клич и стены Иерихона рухнули.
Книга Иисуса Навина сообщает, что после взятия города Ая ковчег был перенесён в долину между горами Гевал и Гризим, то есть в район Сихема. Там Навин собрал вокруг ковчега народ Израиля, чтобы читать свиток закона, благословления и проклятия. В дальнейшем ковчег Завета пребывал в Вефиле, или Бейт-Эле (об этом упоминает Книга Судей; возможно, косвенное указание о переносе ковчега из Галгала в Вефиль содержится и в Книге Иисуса Навина, где говорится о том, что Ангел Яхве пришёл из Галгала в Бохим — место, расположенное рядом с Вефилем), и в святилище в Силоаме, или Шилоахе (согласно 1-й книге Царств).

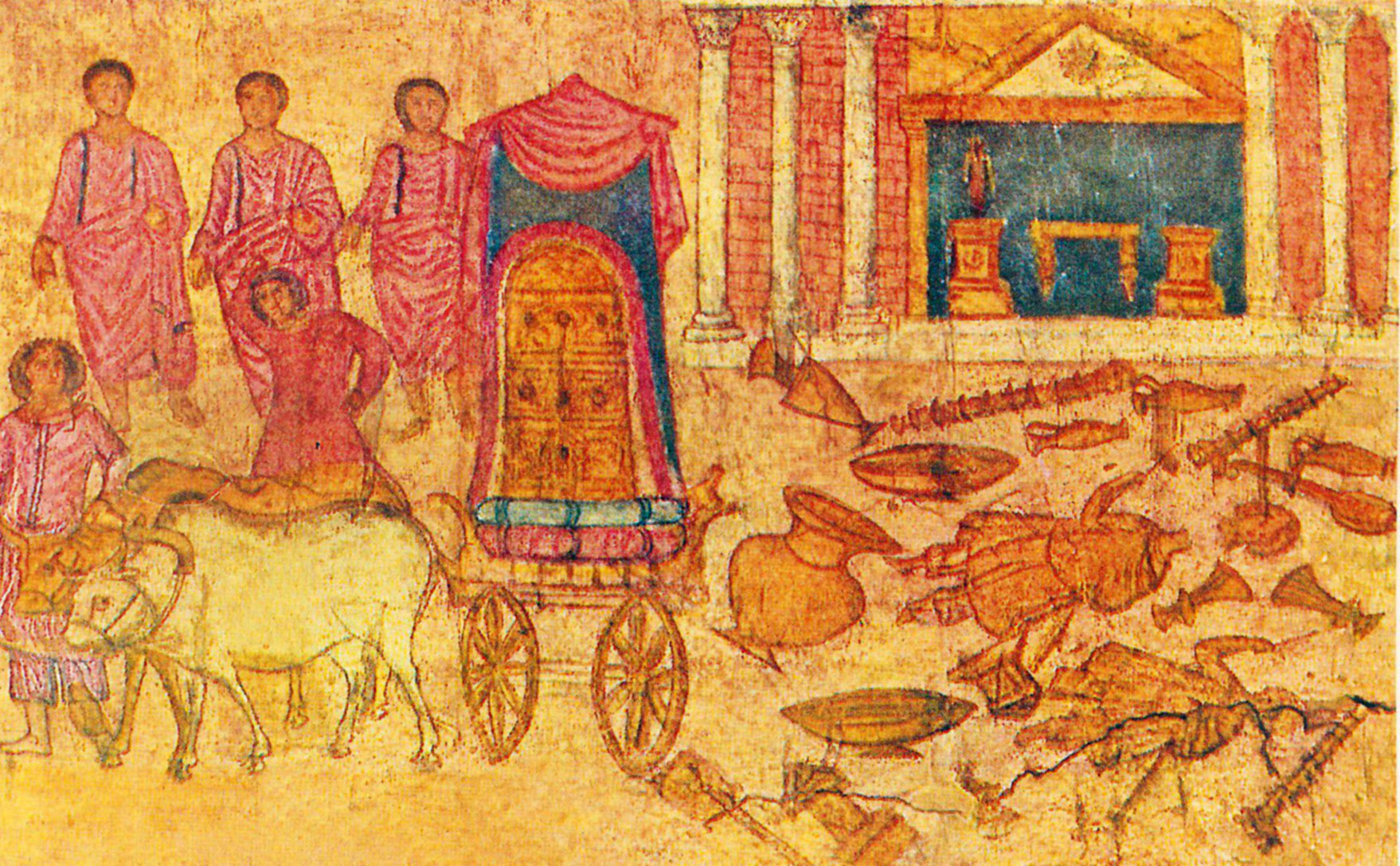
Ковчег Завета и храм Дагона, фреска в синагоге Дура-Европос

Согласно Библии, в этот период ковчег продолжали использовать как военный палладиум. В этом качестве, согласно 1-й книге Царств, он был доставлен на поле боя к началу второй битвы с филистимлянами при Авен-Езере (в наделе Биньямина), где израильтяне потерпели поражение. Ковчег был захвачен филистимлянами как трофей; еврейский первосвященник Илий, узнав о потере святыни, упал замертво. Филистимляне перенесли ковчег в Азот (Ашдод), где поместили его в святилище Дагона. Однако на следующее утро статуя Дагона была найдена лежащей перед ковчегом. Её поставили на прежнее место, но наутро она снова лежала перед ковчегом, теперь уже разбитая. Сами жители Азота были поражены «наростами» (синодальный перевод ивр. עפלים‎, буквально геморрой), а в землях вокруг города началось нашествие мышей. Когда ковчег был перенесён сначала в Геф, а оттуда в Аскалон, эпидемия перекинулась на эти города. Продержав у себя еврейскую святыню семь месяцев, филистимляне были вынуждены по настоянию своих предсказателей вернуть её в сопровождении даров — золотых изображений язв и мышей. Повозка, запряжённая коровами, привезла ковчег в Вефсамис (Бейт-Шемеш), где левиты водрузили его на большой камень и принесли жертвы Яхве. Однако согласно 1-й книге Царств кара в форме эпидемии постигла и жителей Вефсамиса за то, что те заглядывали внутрь ковчега, когда он стоял в поле у города. Согласно Библии, погибли более 50 тысяч человек. После этого ковчег перевезли в Кириаф-Иарим, где, по 1-й книге Царств, он оставался 20 лет в доме некоего Аминадава.

### Эпоха царей и период Первого храма
Книги Библии расходятся в вопросе о том, где находился ковчег в годы царствования Саула и насколько часто служил народу Израиля. Если 1-я книга Царств (14:18) сообщает о его пребывании в Гиве Вениаминовой, то из 2-й книги Царств (6:3) следует, что к моменту воцарения Давида он по-прежнему находился в доме Аминадава. 1-я книга Паралипоменон (13:3) сообщает, что во времена Саула не было принято обращаться к ковчегу в поисках божественного откровения. В то же время в 1-й книге Царств упоминается эпизод, когда сам Саул собирался воззвать к ковчегу во время первого сражения с филистимлянами, в котором святыня снова использовалась как военный палладиум. Католическая энциклопедия Эпплтона отмечает расхождение между ивритским оригиналом и Вульгатой (классическим латинским переводом) с одной стороны и греческим переводом — Септуагинтой — с другой. Если в первом случае в 1-й книге Царств фигурирует ковчег, то в Септуагинте (и позднейшей литературе, на неё опирающейся) — ефод, также выступавший как атрибут обращения к Богу. Автор статьи в Католической энциклопедии полагает, что именно версия Септуагинты верная и что ковчег не участвовал в походе, постоянно находясь в Кириаф-Иариме.

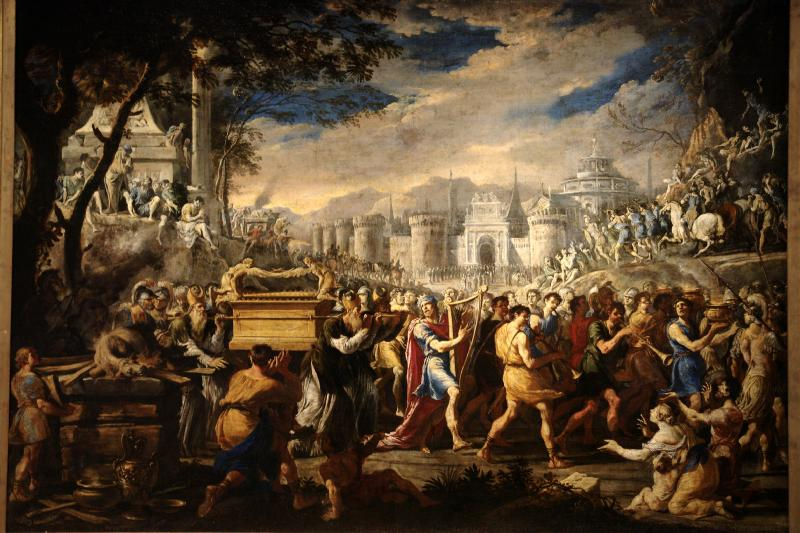
Доменико Гарджуло. Перенесение ковчега Завета царём Давидом в Иерусалим

Давид вскоре после воцарения торжественно забрал ковчег из Кириаф-Иарима и на колеснице перевёз в Иерусалим, где тот вначале оставался три месяца в доме Овед-Едома. После этого его доставили в Город Давида, где поместили в шатёр (скинию), разбитый для этой цели Давидом. При перевозке ковчега, согласно 2-й книге Царств, недалеко от дома Овед-Едома произошло несчастье с неким Уззой. Когда волы, тянувшие повозку с ковчегом, споткнулись, он попытался поддержать ларец, чтобы тот не упал на землю, и был поражён смертью за то, что осмелился прикоснуться к святыне. Именно это обстоятельство заставило царя временно оставить ковчег в доме Овед-Едома. Лишь узнав о благословении, снизошедшем на владельца дома, Давид повёз ковчег дальше. Поместив его в скинию, царь танцевал перед ним, приносил жертвы, раздавал еду и благословения. После этого для служения перед ковчегом были назначены левиты.

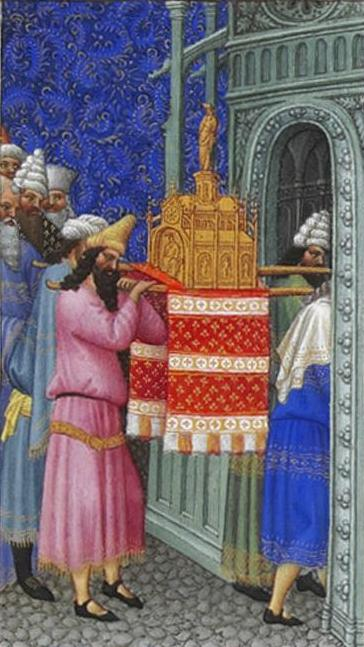
Внесение ковчега Завета в Храм. Иллюстрация из французской книги XV века

Ковчег некоторое время оставался в новой скинии, поскольку задуманная Давидом постройка храма была остановлена. Согласно 2-й книге Царств, ковчег сопровождал войско израильтян во время осады Раввы. Его также взял с собой Давид, когда бежал из Иерусалима во время мятежа Авессалома, но позже по просьбе царя священник Садок вернул его на прежнее место.
3-я книга Царств сообщает, что после сна, в котором Господь пообещал сыну Давида царю Соломону мудрость, тот принёс жертвы перед ковчегом Завета. По завершении постройки Соломоном иерусалимского Храма ковчег Завета был торжественно перенесён туда и помещён в Святая святых (Давир). По приказу Соломона там же были установлены статуи херувимов ростом в 10 локтей, вырезанные из масличного дерева и покрытые золотом. Пятиметровые крылья херувимов «простирались над местом Ковчега» (см. Крышка и херувимы). Когда священники, оставив ковчег в Святая святых, покинули её, храм заполнило облако, «ибо слава Господня наполнила храм Господень». Тему святости, распространяемой ковчегом Завета на Храм и весь Сион (Иерусалим), продолжает рассказ во 2-й книге Паралипоменон о том, как дочери фараона, на которой женился Соломон, по этой причине отвели для жилья дом за чертой города.
В Библии практически отсутствует информация о том, что происходило с ковчегом Завета после смерти Соломона — в эпоху разделённых царств. 2-я книга Паралипоменон упоминает о том, как в годы правления иудейского царя Иосии (Иошияху) тот приказал поместить ковчег Завета в Храм, что указывает на то, что ранее ковчег оттуда по какой-то причине вынесли. Иосия приказал левитам не носить более ковчег на плечах.

## Версии о дальнейшей судьбе
Хотя о судьбе ковчега Завета после разрушения Соломонова храма библейский канон не сообщает, известно, что во втором Храме его не было. При этом, связанный с ним ритуал воскурения фимиама в Святая святых в Йом-Кипур продолжал соблюдаться: по словам Иосифа Флавия, Святая святых во втором Храме была пуста, а на месте ковчега Завета там находился камень «вышиною в три пальца», на который первосвященник ставил кадильницу. Большинство современных авторов сходятся во мнении, что ковчег погиб в пламени в 586 году до н. э., когда горел Храм Соломона, или был вывезен захватчиками.
Одна из талмудических версий судьбы ковчега, основанная на 2-й книге Паралипоменон (36:10) и Книге пророка Исаии (39:6), тоже гласит, что он был увезён в Вавилон, где его следы затерялись.

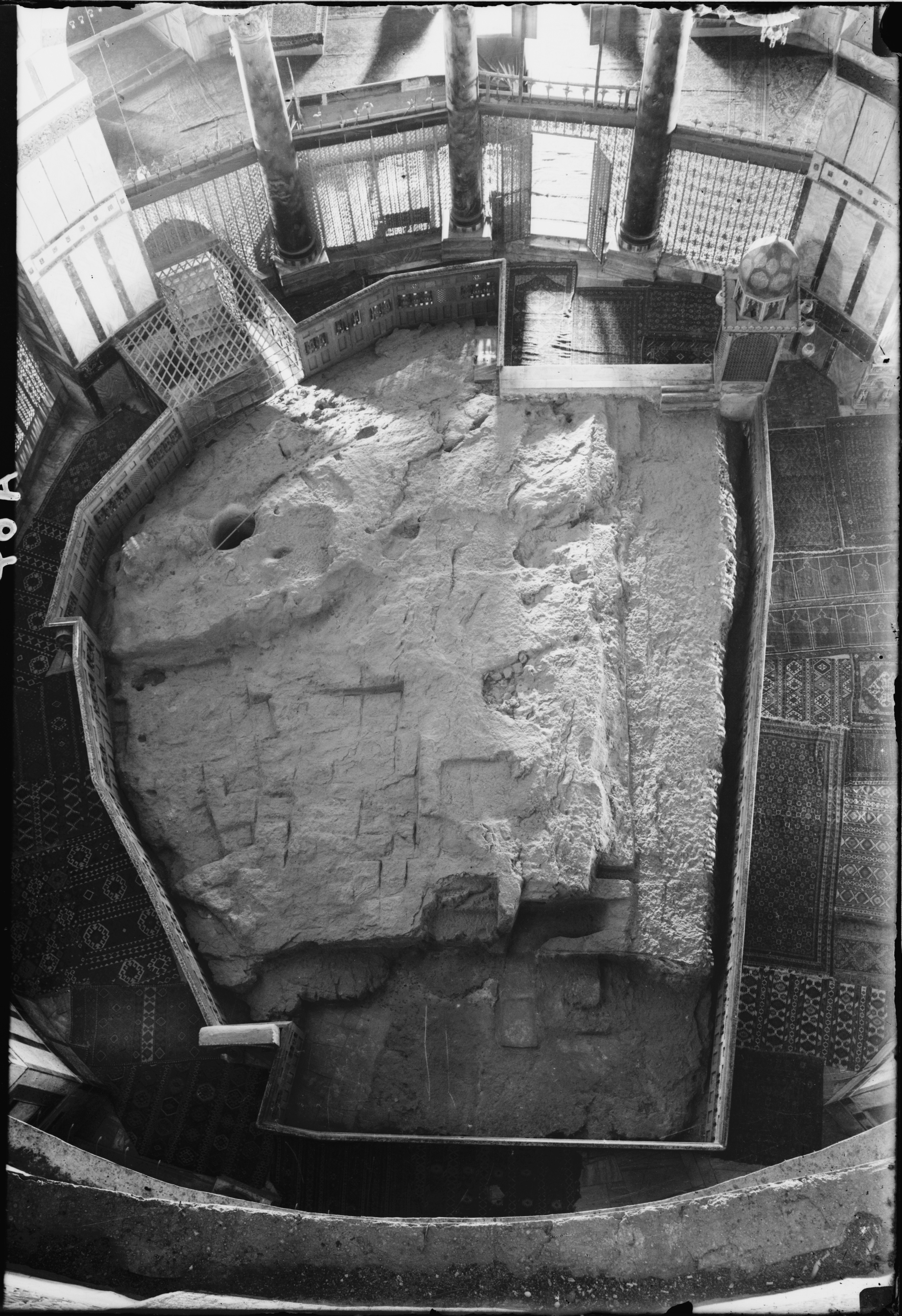
Камень Основания на Храмовой горе в Иерусалиме

Трактаты Йома и Шкалим также приводят версии, согласно которым ковчег был спрятан на территории Храма — в Святая святых под Камнем Основания либо под полом Дровяной палаты. Озвучивая последнюю версию, трактат Шкалим VI сообщает, что некий священник, обративший внимание на то, что часть каменных плит, которыми был вымощен пол помещения, приподнимаются над остальными, скончался, едва успев рассказать об этом своему товарищу по храмовому служению. Это было воспринято как указание на то, что под плитами был захоронен ковчег. В трактатах Йома и Шкалим упоминается и традиционное мнение, согласно которому ковчег вместе с другими священными сосудами был спрятан царём Иосией с тем, чтобы их не смогли вывезти в Вавилон. Маймонид также цитирует бараиту (устное предание) о том, что Соломон, возводя свой храм, предвидел его разрушение и загодя построил тайный грот, в котором Иосия позднее и спрятал ковчег Завета.
Гипотеза о том, что ковчег Завета был спрятан иудеями, излагается и во 2-й книге Маккавеев (2Макк. 2:4—8). Согласно этому источнику, ковчег вместе со скинией и кадильным жертвенником были спрятаны пророком Иеремией в пещере в горе, с которой Моисей видел Землю обетованную, после чего вход в пещеру был им заложен:

Когда потом пришли некоторые из сопутствовавших, чтобы заметить вход, то не могли найти его. Когда же Иеремия узнал о сём, то, упрекая их, сказал, что это место останется неизвестным, доколе Бог, умилосердившись, не соберёт сонма народа. И тогда Господь покажет его, и явится слава Господня и облако, как явилось при Моисее, как и Соломон просил, чтобы особенно святилось место.
— 2Макк. 2:6—8
Исходя из этой версии, на протяжении долгого времени предпринимались попытки отыскать ковчег Завета к востоку от реки Иордан и Мёртвого моря. Собиратель библейских реликвий Антония Фредерик Футтерер утверждал, что в 1926 году нашёл легендарную пещеру на горе Небо, но не указал ни пути к ней, ни имени знатока иврита, якобы переведшего на английский надпись у пещеры как «Здесь лежит золотой ковчег Завета». Не была им воспроизведена и оригинальная надпись. Последние поиски в этом направлении велись францисканцами в 1930-е годы, но, как и все предшествующие, успехом не увенчались. Это стало основанием считать историю о роли пророка Иеремии в исчезновении ковчега позднейшим дополнением, датируемым приблизительно II—I веками до н. э. Археолог-любитель Рон Уайетт утверждал, что лично видел ковчег в так называемой пещере Иеремии у северной стены Старого города Иерусалима. Однако представленные им снимки расплывчаты настолько, что в изображённом на них жёлтом предмете невозможно опознать не только ковчег, но и золото. Заявление Уайетта (утверждавшего также, что позднее сквозь расселину в скале с Голгофы на ковчег просочилась кровь Иисуса, содержащая 24 хромосомы вместо 46) критикуется в научных статьях, посвящённых теме поисков ковчега Завета.
Отличным от прочих образом описывает судьбу ковчега Завета апокрифический Сирийский апокалипсис Варуха. Согласно этому тексту, в преддверии разрушения Соломонова храма вавилонянами с неба спустился ангел, который забрал из Святая святых всю утварь, включая ковчег со скрижалями Завета.
Несколько современных гипотез связывают утерю ковчега Завета с периодом, предшествующим гибели Первого храма. Согласно версии, излагаемой сначала Людвигом Коуардом, а затем Сигмундом Мовинкелем, его захватили ещё египтяне во время вторжения в Иудею фараона Шешонка (Сусакима), описанного в 3-й книге Царств (3Цар. 14:25, 26). Некоторые современные авторы отождествляют упоминаемого в этой книге Библии фараона с Тутмосом II (как Иммануил Великовский) или Рамзесом III (как Майкл Сандерс, считающий, что этот фараон уничтожил ковчег, а скрижали Завета замуровал в стене святилища в месте, ныне известном как Аз-Захирия, неподалёку от Хеврона). Другая версия, опирающаяся на 4-ю книгу Царств (4Цар. 14:8—14), выводит в качестве похитителя ковчега царя Израиля Иоаса, также в своё время разграбившего Храм. Менахем Харан воспроизводит мнение, согласно которому ковчег удалили из храма во время религиозных реформ Манассии (см. ниже), а согласно ещё одной теории, реликвия Яхве была уничтожена царицей-идолопоклонницей Гофолией. Есть также гипотеза, что ковчег был частью дани, выплаченной ассирийскому властителю Синаххерибу в 701 году до н. э. царём Езекией
Ирландская легенда утверждает, что пророк Иеремия и две дочери царя Седекии перевезли ковчег из Иерусалима в Ирландию, где спрятали его в холмах Тара.
Согласно версии российского архивиста А. Бахтина, ковчег, спрятанный в Земле обетованной, был найден тамплиерами, которые перевезли его в Париж, а когда над их орденом нависла угроза уничтожения, переправили в Восточную Пруссию. Среди мест пребывания реликвии Бахтин перечисляет Мариенбург — штаб-квартиру Тевтонского ордена, замок Бальга и королевский замок Кёнигсберга. Другие авторы отвергают теорию о том, что тамплиеры нашли ковчег и доставили его в Европу.

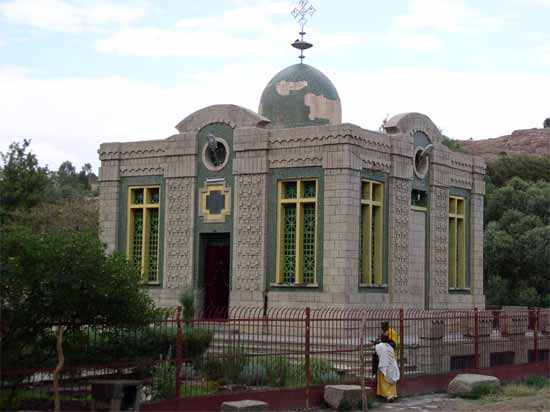
Часовня Ковчега Завета около Собора Святейшей Девы Марии Сиона, Аксум, Эфиопия

Доктрина Эфиопской православной церкви утверждает, что Ковчег хранится в церкви Марии Сионской в эфиопском городе Аксуме. Доказательства этой версии строятся, главным образом, на национальном литературном памятнике «Кебра Негаст» («Книга о Славе Царей»). Эфиопский исследователь Бернард Лиман пишет, что этот источник, датируемый началом XIV века, представляет собой компиляцию из двух частей, одна из которых относится к эпохе царя Соломона, однако многие специалисты по Эфиопии считают, что текст более поздний и создан не ранее XII века. Согласно «Кебра Негаст», от связи Соломона и царицы Савской был рождён сын, ставший впоследствии царём Менеликом и основавший династию эфиопских негусов. Именно он вместе с сыном священника Садока Азарией тайно вывез ковчег Завета из Иерусалима и доставил его в земли своей матери.
Другую версию попадания ковчега в Эфиопию предложил британский историк-ревизионист Грэм Хэнкок. Согласно его книге «Ковчег Завета. В поисках знака и печати Бога» (англ. The Sign and the Seal: The Quest for the Lost Ark of the Covenant), эта версия содержится в фольклоре эфиопских евреев. Согласно ей, ковчег был вынесен из Земли обетованной иудейскими священниками, спасавшими его от царя-идолопоклонника Манассии. Реликвию доставили в Египет, где поместили в новый храм на острове близ Асуана, а через 200 лет, спасая от гражданской войны в Египте, перенесли вверх по течению Нила и его притокам на озеро Тана на территории современной Эфиопии. Оттуда позже первый христианский царь Аксума перенёс его в свою столицу. После публикации книги Хэнкока интерес к «эфиопской» гипотезе возрос, и некоторые служители церкви Марии Сионской, давая интервью, описали хранимую в ней реликвию как небольшую каменную скрижаль с десятью заповедями на иврите, помещённую в столь же небольшую золотую шкатулку. Эти описания не соответствуют библейскому описанию ковчега Завета, а бывший настоятель собора Гебреаб Мару сообщил, что согласно традиции при похищении скрижалей большой ковчег, в котором они хранились, остался в Иерусалиме.
В Юго-Восточной Африке в племени лемба, придерживающемся еврейской религиозной традиции, долгое время хранился деревянный резервуар «нгома лунгунду» с остатками четырёх колец по краям, который, согласно устной традиции, был изготовлен около 700 лет назад из остатков ковчега Завета. Во время гражданской войны в Южной Родезии (1965—1979) реликвия, наряду с другими предметами, представляющими большую культурную ценность, была перевезена в Хараре, где о ней забыли. В первом десятилетии XXI века её вновь обнаружил британский специалист Тюдор Парфитт. Согласно Парфитту, это самый древний известный деревянный предмет к югу от Сахары. В 2010 году объект был выставлен как экспонат в Музее гуманитарных наук Зимбабве.
Ещё одно место пребывания ковчега Завета указано в хадисах — части религиозного исламского канона. Согласно этому источнику, реликвия пребывает в городе Антакья (на территории современной Турции вблизи границы с Сирией). Мусульманские богословы (ас-Суюти, Наим ибн Хаммад) заявляли, что в последние дни мира ковчег будет найден там Махди. Согласно сторонникам этой версии, реликвию могли доставить в тогдашнюю Антиохию члены секты ессеев, однако традиционные источники никак не связывают эту секту с ковчегом Завета. Среди ессеев не было коэнов и левитов, которым разрешён был доступ к ковчегу, и они в принципе не посещали Иерусалимский храм, будучи враждебны фарисеям — господствующему в те времена течению иудаизма.

## Обрядовые функции

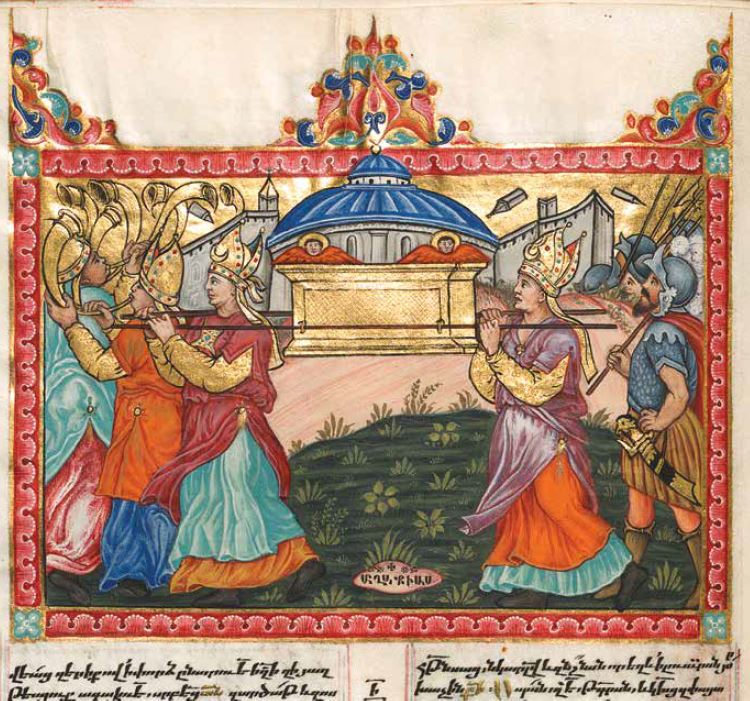
Ковчег Завета, армянская миниатюра, 1686 год

Ковчег Завета в иудейском ритуале представлял собой символ и напоминание о союзе, заключённом Всевышним с народом Израиля. Краткая еврейская энциклопедия называет его «самым священным объектом» из находившихся сначала в скинии, а затем в Святая святых Иерусалимского храма.
Согласно библейскому канону, ковчег Завета изначально использовался как переносное святилище. Это позволяет некоторым авторам проводить сравнения между ковчегом Завета и передвижными святилищами у арабов, такими как куббе (шатёр из красной кожи, в который помещали два священных камня), маркаб или утфа (продолговатый сундук, украшенный страусиными перьями) и махмаль (пирамидальный ящик с дарами, который арабские князья отправляли с паломническими караванами). С другой стороны, как подчёркивают авторы «Джудаики», все эти объекты по набору основных функций или строению принципиально отличаются от ковчега Завета.
Даже после помещения в Святая святых Иерусалимского храма при ковчеге постоянно находились шесты для переноски. На основании этой детали высказывалось мнение, что он продолжал периодически выполнять функции переносного святилища даже в этот период. Так, С. Мовинкель предполагает, что ковчег выносили из Иерусалимского храма ежегодно в месяц афаним на праздник Новолетия (он же праздник основания Храма) для участия в торжественной процессии по улицам города. Мовинкель предполагает, что детали этого праздника положены в основу текста 6-й главы 2-й книги Царств, где описывается перенос ковчега в Иерусалим из дома Овед-Едома, ритуалы начала шествия описаны в Псалме 131 Псалтири, а завершение — в Псалме 23. Кроме того, детали ритуала он усматривает в текстах Псалмов 46, 67 и 98, в Книге Чисел (Чис. 10:35, 36) и 3-й книге Царств (3Цар. 8).
Ритуально ковчег Завета воспринимался как место божественного присутствия и изъявления воли Всевышнего избранным им людям, а его передвижение — как перемещение Бога. После помещения в Иерусалимский храм ковчег выполнял роль подножия престола Яхве — при этом сам престол образовывали крылья статуй херувимов, повёрнутых лицом в сторону внешнего святилища. Описание ковчега Завета как «подставки для ног» Яхве (הֲדוֹם‎) вызывает споры среди позднейших исследователей по поводу того, предполагалось ли, что Всевышний присутствует в Святая святых незримо, либо же там первоначально находилось его скульптурное изображение. Кроме того, существует мнение, что при создании жреческих текстов Пятикнижия произошло переосмысление роли ковчега в рамках борьбы с антропоморфизмом образа Яхве и его «демифологизации» — фигуры херувимов были уменьшены и превращены в часть крышки, таким образом лишившись функции «престола Бога».
Важной деталью ритуала, связанного с ковчегом Завета, была его неприкосновенность. О смертельной опасности, которую влечёт за собой прикосновение к нему, неоднократно сообщает библейский канон (Чис. 4:15; 2Цар. 6:6, 7). Согласно Библии, даже Аарону — первосвященнику и брату Моисея — нельзя было пребывать вблизи ковчега слишком часто, и от него требовалось совершение определённых церемоний каждый раз, когда он входил в скинию. Тревожить ковчег допускалось лишь во время переходов народа Израиля с места на место. В этих случаях, согласно Библии, священники последовательно накрывали его внутренней завесой скинии («парохет») и покрывалами из барсучьей кожи и синей ткани, после чего представителям рода Каафа разрешалось войти в Святая святых скинии и поднять ковчег за шесты для переноски. На ковчег, в соответствии с каноном, было опасно даже просто смотреть — в 1-й книге Царств описывается мор, поразивший заглядывавших в него жителей еврейского Вефсамиса после того, как он вернулся из филистимского плена. В Святая святых Иерусалимского храма разрешалось входить лишь первосвященнику и только раз в году, в Йом-Киппур; при этом он должен был воскурять благовония, дым от которых скрывал крышку ковчега и пространство над ним, чтобы не умереть. Даже в период Второго храма, когда ковчег Завета больше не находился в Святая святых, сохранилась традиция, по которой первосвященник устраивал пир для своих товарищей в честь того, что вернулся живым после визита туда.
Согласно одной из гипотез, первоначально во владениях народа Израиля имелись одновременно несколько храмов, каждый со своим ковчегом. Сторонники этой гипотезы считают, что только после реформ Иосии все храмы, кроме Иерусалимского, были признаны нелегитимными, а иерусалимский ковчег начал восприниматься как единственный в своём роде. Синагогам, по-видимому, впервые возникшим после разрушения Первого храма в ходе Вавилонского пленения как «малые святилища», традиционно сообщается святость по аналогии с храмом. Хотя первоначально в синагогах не было специального вместилища для свитка Торы, впоследствии появился синагогальный ковчег (ивр. אֲרוֹן הַקֹּדֶש‎ — «арон ха-Кодеш», буквально «ковчег Святыни») для его хранения. Как сам ковчег, так и занавесь («парохет»), которой его задёргивают, также считаются обладающими святостью в силу непосредственной близости к свитку Торы.

## В апокрифических и раввинистических источниках
В древних апокрифах и раввинистической литературе содержатся дополнительные сюжеты с участием ковчега Завета и описания его качеств. В так называемом Апокалипсисе Моисея «ковчег свидетельства» фигурирует в контексте очистительного ритуала, сходного с описываемым в главе 16 Книги Левит. В Дамасском документе Давид нарушает заповедь Второзакония, запрещающую царю умножать количество жён, поскольку не читал книгу Закона, лежащую в ковчеге. Из текста следует, что либо сам ковчег, либо лежащая в нём книга Закона не открывались со времён Иисуса Навина и первосвященника Елеазара, «пока не восстал Садок». Утверждение, что книга Закона была помещена внутрь ковчега Завета, противоречит каноническому библейскому тексту (Втор. 31:26), согласно которому она должна была лежать рядом с ковчегом (см. Содержимое).
Талмудические источники, описывая события, связанные с ковчегом Завета, часто приписывают ему мистические силы. Трактат Сота 35a сообщает, что в процессе путешествия народа израильского по пустыне, ковчег Завета «сам нёс тех, кто нёс его». Иными словами, несмотря на то, что Ковчег должен был быть очень тяжёлым, он не только не обременял нёсших его, но и нёс их самих. Трактат Брахот 54б упоминает, что холмы на пути следования ковчега сравнивались с землёй. Согласно мидрашу Танхума (глава «Ва-яхель» 7), из пространства между херувимами били два огненных факела, сжигающих на пути ковчега скорпионов, змей и колючие кусты и истребляющих врагов Израиля.
Сразу несколько еврейских вероучителей придерживались мнения, что когда филистимляне погрузили захваченный ковчег на воз, запряжённый двумя коровами, чтобы отправить его назад к сынам Израилевым, коровы не только повезли его прямо в Вефсамис, но при этом ещё и пели. Расхождения между такими религиозными авторитетами, как рабби Меир, Иоханан бар Наппаха и Исаак Наппаха, в этом вопросе сводятся лишь к содержанию этой песни. Талмудическая литература добавляет новые детали и к эпизоду с гибелью Уззы, случайно прикоснувшегося к перевозимому ковчегу. Согласно трактату Санхедрин X, 29a, ковчег Завета был погружен на повозку, и сыновья Аминадава, из дома которого его забирали, пытались её тянуть, но невидимая сила снова и снова подбрасывала их в воздух и швыряла на землю. Конец этому положил советник Давида Ахитофел, объяснивший царю, что ковчег должны переносить на плечах, причём только потомки Каафа.
Ряд мистических свойств приписывается ковчегу Завета и в связи с его пребыванием в Святая святых. Он определяется как находящийся точно в центре Вселенной, рядом с Камнем Основания — согласно главе «Кдошим» мидраша Танхума, «Эрец-Исраэль — центр Вселенной, Иерусалим — центр Эрец-Исраэль, Храм — центр Иерусалима, Святая святых — центр Храма, Ковчег — центр Святая святых». В трактате Бава Батра 99а утверждается, что ковчег и осенявшие его херувимы, находясь в Святая святых, не занимали физического пространства, выходя за его пределы. Согласно мидрашу Танхума (глава «Трума» 11) и трактату Йома 39b, после помещения ковчега в Святая святых украшавшие храм золотые деревья начали цвести и плодоносить. Священники ели эти плоды сами и продавали их с большой выгодой, пока царь Манассия не поместил в Святая святых идола, после чего божественное присутствие покинуло это место и плоды засохли.

## В христианстве
В церковнославянской Библии для обозначения ковчега Завета используется греческое слово «кивот», чтобы, как и в оригинальном тексте, отличать его от Ноева ковчега (а также ковчега-корзины, куда был положен младенец Моисей). Климент Александрийский полагал, что греческое κιβοτός и само происходит от еврейского слова תיבה‎ (тева), обозначающего и Ноев ковчег, и корзину с Моисеем — в сопряжённой форме оно выглядит как תיבת‎ (теват), что, по мнению Климента, в греческой записи передавалось первоначально как θηβοτά.

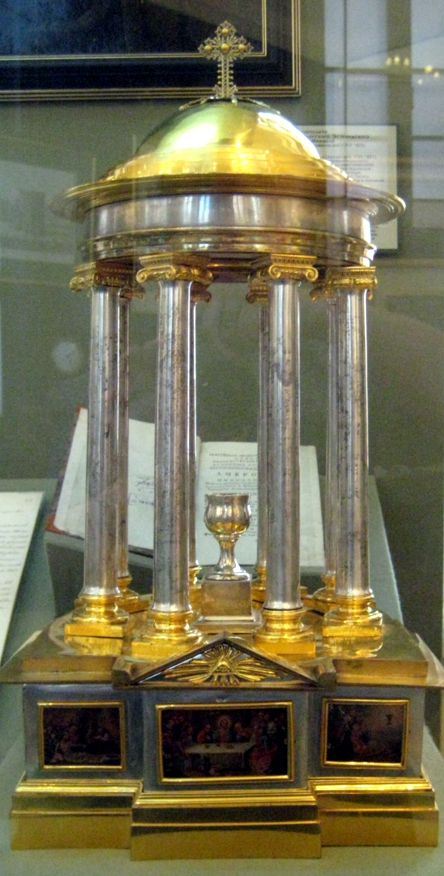
Дарохранительница по проекту архитектора М. Казакова, 1801 год

Непосредственно в Новом Завете ковчег Завета упоминается лишь в двух книгах. В Послании к Евреям он перечисляется среди предметов, находившихся в скинии, а также упоминаются предметы, помещённые в сам ковчег (см. Содержимое). В Откровении Иоанна Богослова (11:19) сообщается о явлении ковчега Завета, пребывающего в небесном храме. Это явление сопровождают, как в описаниях теофании, землетрясение, громы и молнии. В Православной энциклопедии говорится, что в этом случае, видимо, речь идёт о небесном ковчеге, по образцу которого был создан земной, находившийся в скинии.
Тема ковчега Завета получила развитие в христианской богословской литературе. Его, в частности, рассматривают в качестве прообраза элемента христианского храма — киота или дарохранительницы. Подобно тому, как ковчег Завета находился в Святая святых Храма и в нём хранились скрижали Завета, так и дарохранительница располагается в алтаре христианского храма и заключает в себе тайны Нового Завета — Святые Дары, или тело и кровь Христовы. С доктриной преемственности Ветхого и Нового Заветов связана и позиция, согласно которой ковчег представлял собой временную святыню, утратившую своё значение с приходом Христа. Исаак Сирин утверждал, что в ковчеге Завета обитала Шехина — неограниченная божественная сила, затем перешедшая в крест Христов, в котором ей в новозаветные времена и воздаётся поклонение. В этом отношении в христианской историософии ковчег представляет собой символ судьбы иудейской религии и еврейского народа — словами Иоанна Златоуста, «…если же храм не приносил пользы тогда, когда в нём находились херувимы и кивот; тем менее он принесет пользу, когда все это уничтожено, когда Бог совершенно отвратился от него и когда открылось ещё больше причин для такого отвращения».
Климент Александрийский, толковавший тему ковчега Завета в гностическом ключе, считал, что тот включает в себя одновременно человеческое знание и Божественную мудрость. Согласно Ефрему Сирину, ковчег, установленный в Святая святых, представляет собой высшую форму умосозерцание — умосозерцание Творца. Отдельные эпизоды книг Ветхого Завета, связанные с ковчегом, удостоены самостоятельных трактовок. В частности, гибель Уззы, по неосторожности коснувшегося святыни, Ефрем Сирин рассматривает как предостережение тем, кто «безрассудно и опрометчиво» принимают священство, не будучи осенены благодатью. Падение стен Иерихона после того, как их семикратно обходят священники с ковчегом Завета, Блаженный Августин трактует как провозвестие нового Царства Небесного, после наступления которого все мирские крепости будут разрушены, а сам ковчег в этом случае символизирует Слово Божие, побеждающее «посредством ума и рассудка, то есть ведения и добродетели».
Уже начиная с первых веков существования христианства получило распространение метафорическое толкование библейского текста, посвящённого изготовлению ковчега. Толкователи при этом опирались на греческий перевод Библии — Септуагинту, где Всевышний повелевает Моисею изготовить «ковчег свидетельства из дерева негниющего» (в синодальном переводе, как и в оригинале — «из дерева ситтим»). Ипполит Римский провёл параллель между вместилищем скрижалей Завета из негниющего дерева и «нетленным телом» Христа. Позднейшие авторы, развивая эту интерпретацию, пишут о помещённой внутрь ковчега книге Закона как о Слове, соединившемся с плотью Бога. Чистое золото, покрывающее ковчег снаружи и изнутри, согласно христианским авторам, есть символ Божества и указывает на «светлость и нетление чистого тела Спасителя»: его тело «изнутри Словом украшено, снаружи же Духом оберегаемо». Схожим образом трактует тексты о ковчеге Беда Достопочтенный, для которого ковчег есть тело Христово, а его божественную природу представляет помещённый в него сосуд с манной. Отдельное толкование существует у Феофилакта Болгарского, полагающего, что Христа, «[К]оторый сделался умилостивлением за наши грехи, запечатлел все, что было в Ветхом Завете, и утвердил», символизирует крышка ковчега (Исх. 26:34). Проводилось также сопоставление событий, происходивших в книгах Ветхого Завета с ковчегом и в Новом Завете с Иисусом. В частности, Ефрем Сирин сравнивал бесчестье, которому ковчег Завета подвергся у филистимлян, с тем, как «Бог Слово, будучи бесстрастен, терпел поругание в воспринятом естестве, когда был распят».
Отдельным направлением стало сравнение ковчега Завета с Богоматерью, от которой был рождён Иисус. Так, Кирилл Александрийский писал, что вочеловеченный Бог Слово пребывал «как бы в кивоте, в храме, воспринятом от Девы», и в ранней христианской экзегетике дева Мария удостаивается таких эпитетов как «священный ковчег», «истинный кивот» (оба — у Ефрема Сирина) и «умный кивот славы» (у Иоанна Златоуста). В православной гимнографии её именуют, в частности, «Ковчег, позлащенный Духом», «Ковчег, манну носящий», «жизни Ковчег», «мысленный Кивот священия».
Строение ковчега Григорий Великий рассматривает как прообраз христианской Церкви, окружённой четырьмя Евангелиями, как ковчег был обрамлён четырьмя кольцами. Эта интерпретация рассматривает шесты, на которых носился ковчег, как символ церковных учителей, а сам процесс ношения — как проповедь церковного учения «неверным». Кирилл Александрийский видит в золотых кольцах вокруг ковчега учеников Христа, окружающих его, служащих ему и причастных к его славе. Ещё одно аллегорическое прочтение описания ковчега предлагает Ефрем Сирин, согласно которому четыре кольца символизируют четыре реки Эдемского сада, а «стороны кивота указывают на мир видимый и на мир умопредставляемый». Григорий Нисский видит, что образ нерукотворной скинии, показанный Моисею на горе Синай, есть «Христос, Божия сила и Божия Премудрость», и создание ковчега Завета толкует сообразно с этим рассуждением. Так, все предметы — «столпы, носила, кольца и эти херувимы, прикрывающие крыльями кивот и все прочее… суть премирные силы, созерцаемые в скинии, по Божественному изволению поддерживающие собою Вселенную». В аскетической литературе среди метафор внутреннего состояния человека присутствуют формулы «ковчег сердца» или «внутренний ковчег»; в другом случае Иоанн Кассиан пишет, что постоянное чтение и осмысление текстов Писания преобразуют человеческий дух в сокровенный «ковчег завета».
Изредка в христианских источниках встречаются нумерологические трактовки размеров ковчега Завета. Так, Ипполит Римский предполагал, что сумма размеров сундука в локтях (2,5 + 1,5 + 1,5 = 5,5) указывает на отрезок времени в 5500 лет между сотворением мира и приходом Спасителя.
Новый интерес к ковчегу Завета среди христианских теологов был связан с зарождением протестантизма. С утратой символического значения Святым Престолом у протестантов возникла необходимость в замещении его другими мощными религиозными символами, одним из которых и стал ковчег Завета — центральный символ союза с Господом. Ковчег Завета стал занимать центральное место в проповедях протестантских лидеров Швейцарии и германских княжеств, а в новых реформистских изданиях Библии (таких как Библия короля Якова) начали появляться его пышные красочные изображения. Ковчег превратился в ключевой объект так называемого ковенантного богословия, а впоследствии именно протестанты играли самую заметную роль в поисках ковчега или доказательств его исторического существования.

## В исламе
В арабском оригинале Корана и ковчег Завета («Табут аль-ахд» или «Табут ас-сакина»), и ковчег-корзина с младенцем Моисеем обозначаются одним и тем же словом ат-табут (التَّابُوتُ‎). Еврейская энциклопедия начала XX века возводит это понятие к ивритскому «тева» и еврейско-арамейскому «тебута», однако приводит также мнение мусульманского теолога аль-Байдави, полагавшего, что оно происходит от корня «туб» («возвращаться»). Исходя из этого, аль-Байдави характеризовал ковчег как вместилище, в которое обязательно возвращается то, что из него взято. Слово «сакина» (ср. шхина), по его мнению, означало «покой», «спокойствие» — это чувство, как он считал, обретали израильтяне после получения либо самого ковчега, либо Таурата (Торы). В некоторых переводах ковчег Завета называется «гробом».
В исламском каноне существует ряд отличий от Ветхого Завета в том, что касается ковчега Завета. Это, в частности, касается его содержимого: согласно толкованиям Корана, помимо скрижалей Завета, в ковчеге хранились также Таурат, одежда и посох пророка Мусы (Моисея), головная повязка пророка Харуна (Аарона) и небольшое количество манны. Согласно известному передатчику «еврейских преданий» Вахбу ибн Мунаббиху, в ковчеге хранились разбитые скрижали Завета и хризолитовая или рубиновая крылатая статуэтка с головой и хвостом кошки. Ибн Мунаббих утверждал, что в бою эта скульптура издавала стонущий звук, после чего ковчег устремлялся вперёд на врага, а израильское войско следовало за ним.
Согласно комментаторам Корана, ковчег Завета был утрачен народом Израиля в битве с амаликитянами. Когда пророк Ишмаил (Самуил) обратился к Всевышнему с молитвой о возвращении ковчега, тот повелел избрать царём Талута (Саула), который и вернул ковчег, вновь сразившись с амаликитянами. Позднее пророк Сулейман установил ковчег в храме в Кудсе (Иерусалиме), где тот пребывал до взятия и разграбления города Бухтуннассаром (Навуходоносором), а затем был утерян навсегда вместе с хранящимися в нём реликвиями.
Автор тафсира «Араис аль-Маджалис фи кисас аль-анбия» Абу Исхак ас-Салаби предлагает также отличную от ветхозаветной версию ранней истории ковчега. Согласно ей, ковчег был получен Адамом от Аллаха, когда первый человек был изгнан из Эдема, и содержал рубиновые изображения всех грядущих пророков, включая Мухаммеда и первых четырёх халифов (что отражает суннитскую версию правопреемства в мусульманском мире). После смерти Адама ковчег перешёл к Шису (Сифу), а от того передавался по наследству вплоть до Ибрахима (Авраама). От Ибрахима святыню унаследовал его старший сын Исмаил (Измаил), в свою очередь передавший её своему сыну Кедару. Тот, однако, был вынужден отдать ковчег Якубу (Иакову) по приказу Всевышнего, который хотел, чтобы эта реликвия продолжала передаваться по линии пророков.
Согласно Ибн Аббасу ковчег вместе с посохом Мусы покоится на дне Тивериадского моря и снова явится миру в последний день. Другая версия, основанная на хадисах, помещает ковчег в Антакью (см. Версии о дальнейшей судьбе), где он будет вновь обретён перед концом света. Фраза Корана о том, что появление ковчега укажет на «царствие» (аль-Бакара 2:248 (Кулиев)) или «предназначенье» (аль-Бакара 2:248 (Порохова)) избранного Аллахом человека, трактуется как указание на то, что это случится лишь тогда, когда все люди примут учение Корана, то есть будет выполнено условие прихода Махди.
Как и в христианстве, в исламском богословии ковчег Завета может играть аллегорическую роль. Так, в шиитских источниках сложилась традиция сравнения кресла Али с ковчегом Завета в качестве религиозного наследия основателя веры и, следовательно, источника легитимности власти; одновременно оппоненты шиитов, сунниты, часто сравнивали этот объект с Золотым тельцом — одним из самых известных символов идолопоклонства. Шиитская традиция, рассматривающая как символ легитимности имамов переходящие по наследству доспехи и оружие пророка Мухаммеда, эти вещи также сравнивает с ковчегом Завета.

## Иконография

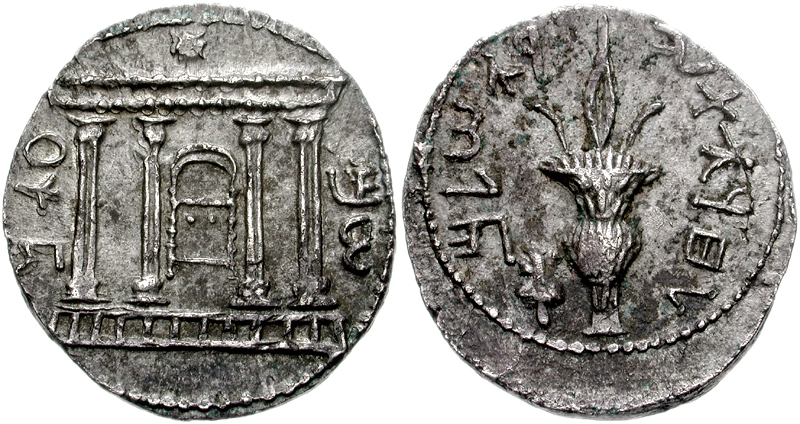
Тетрадрахма Бар-Кохбы

Наиболее ранняя из известных художественных реконструкций облика ковчега относится к середине 130-х годов н. э. и представляет собой изображение на тетрадрахме, отчеканенной в последний год восстания Бар-Кохбы. На монете схематично изображён иерусалимский Храм в виде четырёх колонн, поддерживающих карниз без треугольного фронтона. В центре изображения — ковчег Завета в виде кубического ящика на ножках с двумя кольцами для переноски по краям, увенчанного двумя дугами — «сиденьем Яхве». Схожие по виду изображения ковчега Завета известны также по архитраву синагоги в Капернауме (III век н. э.) и по киворию над нишей для свитка Торы в синагоге Дура-Европос, датируемому концом II века н. э., где ковчег фигурирует в целом ряде библейских сюжетов. Везде ковчег изображается как сундук с полукруглой крышкой.

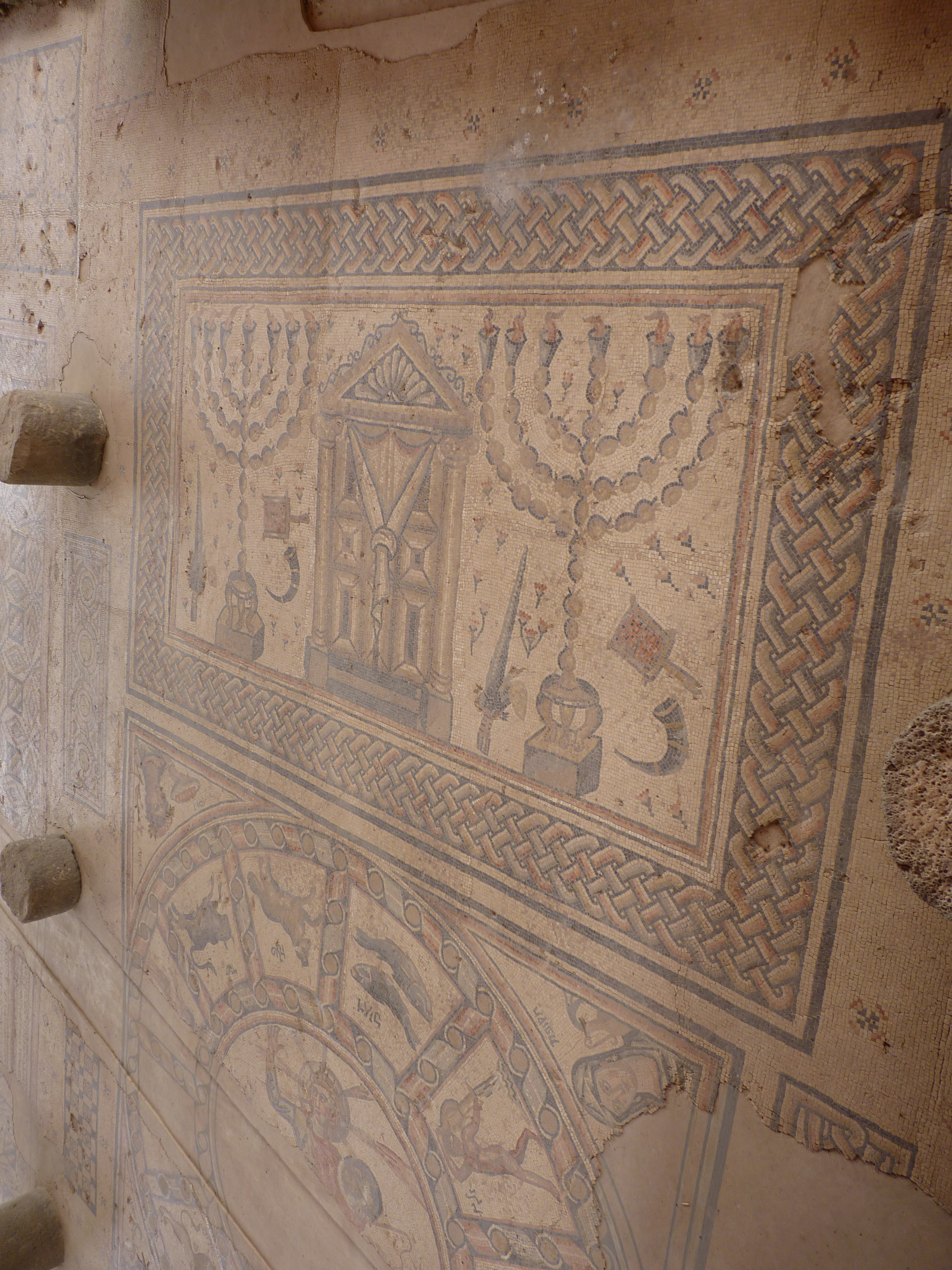
Ковчег Завета, напольная мозаика синагоги в Хамат-Тверия

В середине III—IV веков иконография ковчега Завета изменяется, и он предстаёт как шкаф с открытыми дверцами, внутри которого в два ряда, налагаясь друг на друга, лежат свитки пергамента. На этих изображениях по обе стороны от ковчега обычно располагаются два семисвечника, а также другие культовые предметы — шофар, сосуд для омовения, лулав (финиковая пальма) и этрог; реже по обе стороны шкафа располагаются охраняющие его львы. Такие изображения часто встречаются на надгробиях, а также в напольных мозаиках синагог Галилеи и в средневековых еврейских рукописях. В еврейском изобразительном искусстве ковчег Завета, как правило, фигурирует в символическом качестве в связи с запретом на сюжетные изображения. Часто он появляется как часть интерьера будущего возрождённого Храма.
Образ ковчега Завета широко представлен в средневековом христианском изобразительном искусстве. Среди библейских сюжетов, использовавшихся художниками, — сооружение ковчега, странствия в пустыне, переход Иордана, взятие Иерихона, битва при Авен-Езере (в которой ковчег был захвачен филистимлянами), возвращение от филистимлян, перенесение в Иерусалим и утверждение в Храме Соломона.

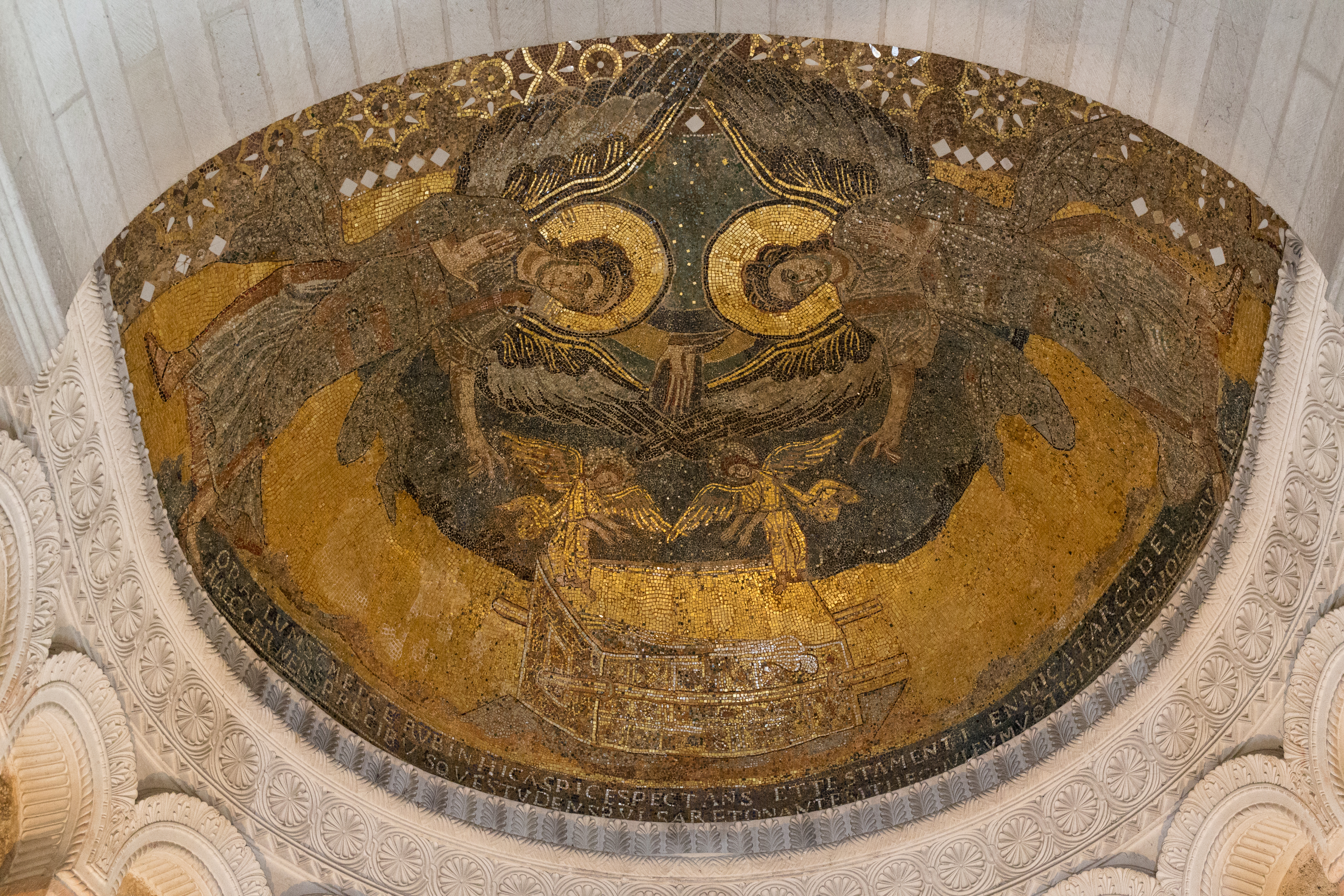
Мозаика купола часовни Жерминьи-де-Пре

В христианской изобразительной традиции выделяют четыре направления. В первом, восходящем к образам, известным по синагоге Дура-Европос, и характерном, в частности, для списков «Христианской топографии» Космы Индикоплова, ковчег Завета представлен как четырёхугольный вытянутый в высоту ящик с полукруглой крышкой. Второй традиционный для иконографии образ, распространённый в византийских книгах и росписях, представляет ковчег Завета в виде ларца-реликвария с остроконечной (габлированной) крышей. Третье направление изображает ковчег как низкий сундук с плоской крышкой. Наиболее известное изображение, выдержанное в рамках этой традиции, в часовне Жерминьи-де-Пре (Франция), включает фигуры двух херувимов над ковчегом и двух ангелов по бокам. В ряде изображений крышка сундука откинута, открывая для зрителя его содержимое, помимо скрижалей включающее жезл Аарона, сосуд с манной и книгу Закона. Наконец, четвёртое направление, восходящее к предыдущему, изображает ковчег как кубический объект с плоской крышкой, размещённый на задрапированной тканью подставке, что придаёт ему сходство с алтарём. В этой традиции ковчег часто увенчан зубчатой короной; такое изображение фигурирует, в частности, в Псалтири Людовика Святого.

## Фильмография
- «Разгадка тайн истории с Олли Стидсом. Ковчег Завета» (англ. «Solving History with Olly Steeds. Ark of the Covenant») — фильм, снятый телевизионным каналом «Discovery» в 2010 году.
- «Загадки истории. В поисках утраченного ковчега» (англ. «Mysteries of History. Raiders of the Lost Ark») — фильм, снятый в 2010 году.
- «Индиана Джонс: В поисках утраченного ковчега» (англ. Raiders of the Lost Ark — Искатели утраченного ковчега) — фильм, снятый в 1981 году Джорджем Лукасом и Стивеном Спилбергом.